# Харин, Сергей (ватерполист)

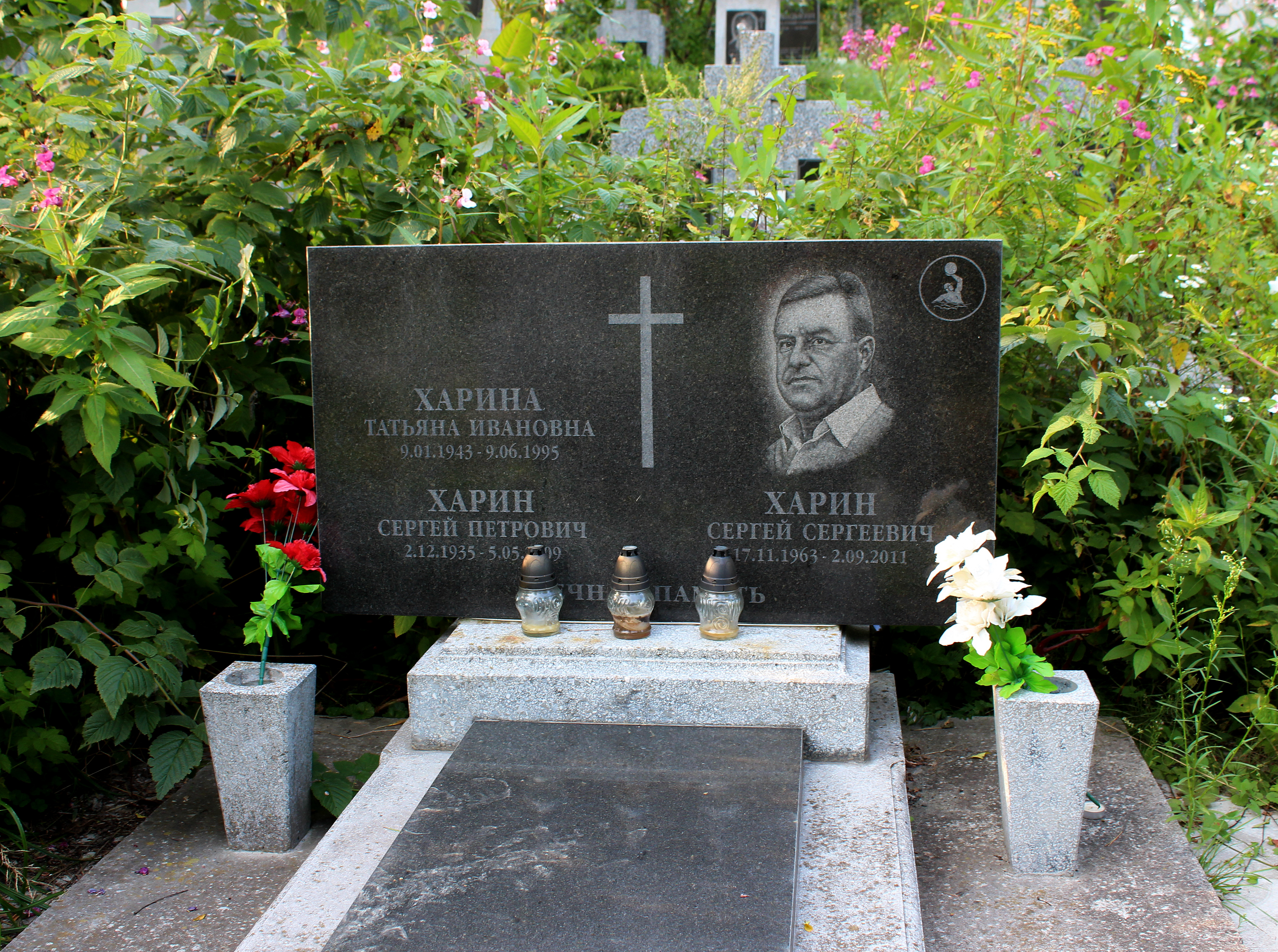

Серге́й [Серге́евич] Ха́рин (17 ноября 1963, Львов — 2 сентября 2011) — советский и словацкий ватерполист, участник летних Олимпийских игр 2000 года.

## Биография
Карьеру начинал в родном Львове в клубе «Динамо». Вместе с командой стал бронзовым призёром чемпионата СССР. Привлекался в юниорскую сборную СССР, с которой в 1982 году стал победителями первого в истории чемпионата мира среди игроков до 18 лет.
В 2000 году в составе сборной Словакии принял участие в летних Олимпийских играх в Сиднее. Сыграл только в двух матчах, в каждом из них забрасывал по голу. Всего на турнире сборная Словакии провела 8 матчей и во всех потерпела поражение, заняв итоговое 12-е место.
Похоронен во Львове на Голосковском кладбище, участок № 6а.